# 南伊豆フリーパス
南伊豆フリーパス（みなみいずフリーパス）は、東海自動車（東海バス）が企画乗車券である。かっては小田急電鉄でも発売していた。

## 東海バス
堂ヶ島・松崎、大沢温泉、蓮台寺、尾ヶ崎以南の東海バス（主に南伊豆東海バス管内）の路線で乗り降り自由となる。また12箇所の南伊豆地域の施設で優待も受けられる。
有効期限は、使用開始日も含めて2日間。ただし旅行代理店で事前に購入し、現地の東海バス案内所でフリーパスを受け取った場合は4日間。

## 小田急電鉄
小田急線発駅 - 小田原線小田原駅、東海道本線小田原駅 - 熱海駅間、伊東線熱海駅 - 伊東駅間および伊豆急行線熱海駅 - 伊豆急下田駅間の往復乗車券と、東海バスのフリーパスを組み合わせたもの。
有効期間は、使用開始日を含めて2日間。
2014年3月31日をもって発売を終了した。

## 発売箇所
東海バス
現地の東海バス案内所または主な旅行代理店